# Ignaz Preissler

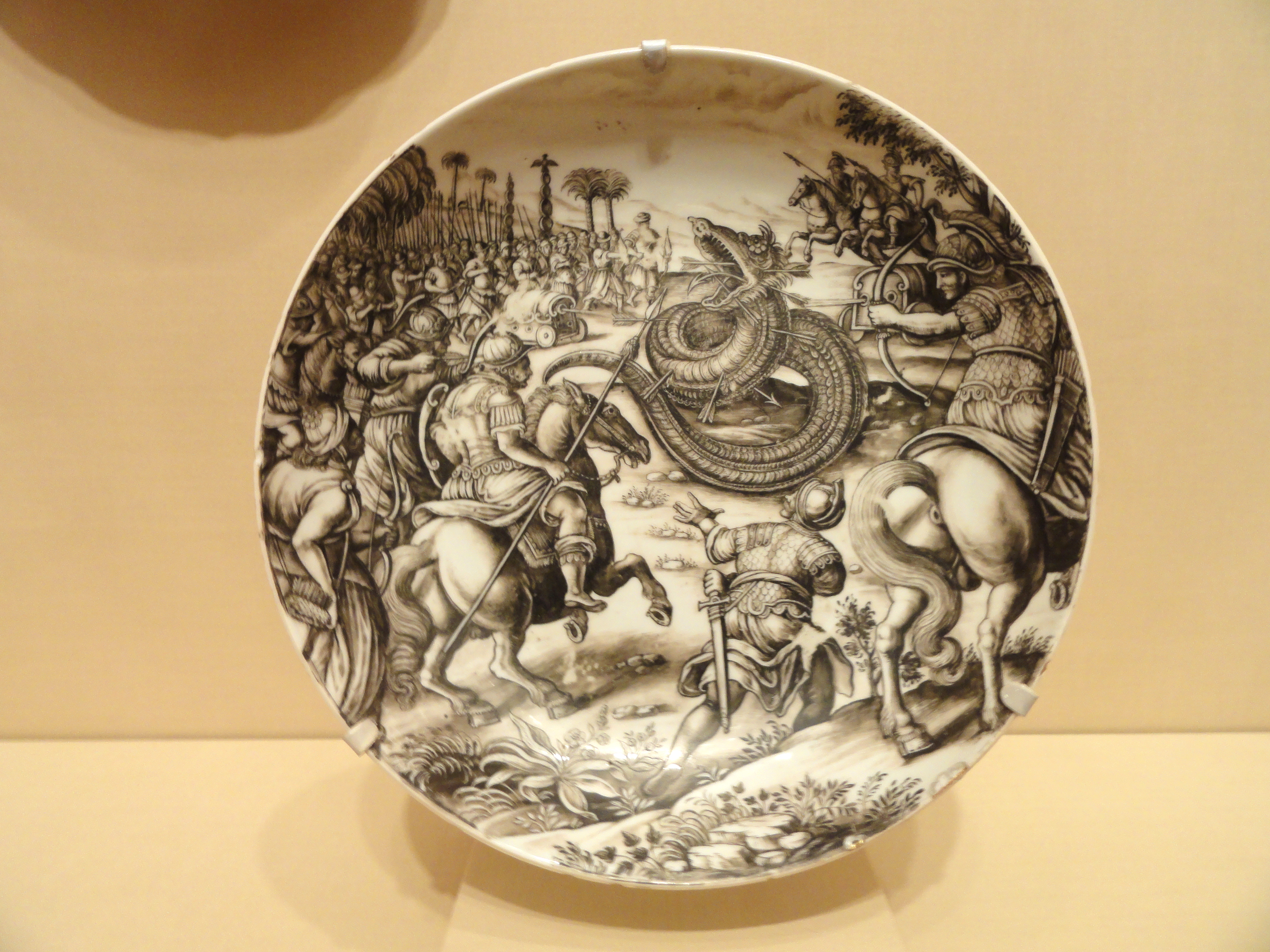
Teller mit Darstellung des Atilius Regulus, der mit der Schlange kämpft, um 1725

Ignaz Preissler (auch Preißler; Preußler; * 1676 in Friedrichswald, Königgrätzer Kreis; † 1741 in Kronstadt) war ein Glas- und Porzellanmaler des Barock. Seine bevorzugte Technik war die Schwarzlotmalerei.

## Leben

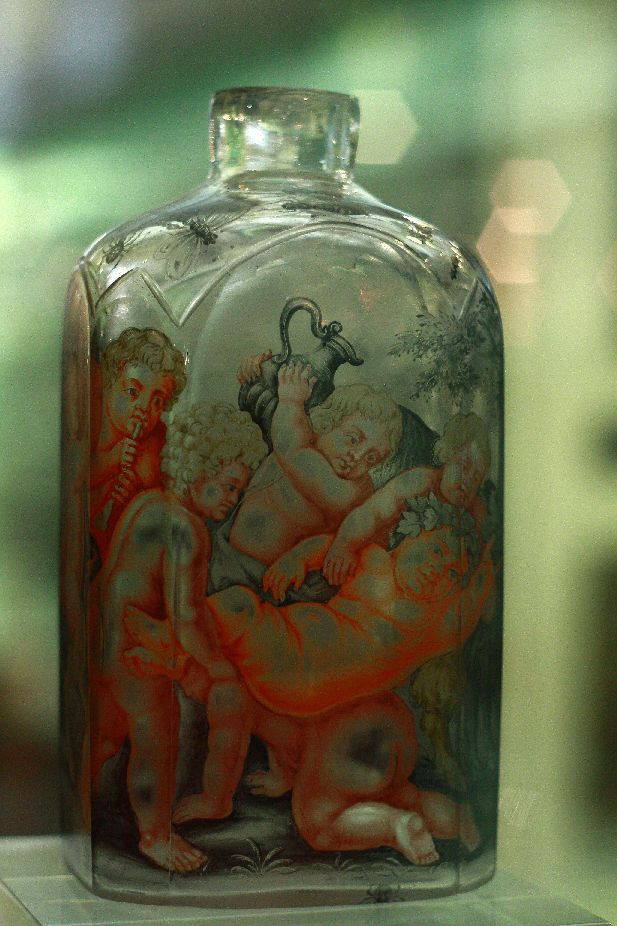
Schnapsflasche, 1720/30

Ignaz Preissler entstammte der Glasmacherfamilie Preußler, die ursprünglich aus dem Erzgebirge stammte und deren schlesischer Zweig Glashütten auf der schlesischen Seite des Iser- und Riesengebirges sowie im Waldenburger Bergland betrieb.
Ignaz Preissler wurde im böhmischen Friedrichswald im Adlergebirge geboren, wo sein Vater Daniel Preißler (1636–1733) an der von Hans Friedrich gegründeten Glashütte als Glas- und Porzellanmaler beschäftigt war. Taufpatin von Ignaz Preissler war Anna Maria Peterhansel, Ehefrau des Adam Paul Peterhansel, dem seit 1652 die Friedrichswalder Glashütte gehörte. 1680 siedelte die Familie Preißler nach dem unweit gelegenen Kronstadt um, wo Daniel Preißler bei dem Grundherrn Franz Karl Liebsteinsky von Kolowrat, dem die Herrschaft Reichenau gehörte, als dessen Glas- und Porzellanmaler eine eigene Werkstatt betrieb.
Ignaz Preissler erlernte bei seinem Vater die Schwarzlotmalerei auf Glas und Porzellan. Es wird vermutet, dass er einen Teil seiner Ausbildung in Nürnberg verbrachte. Nach  den Lehr- und Wanderjahren begab er sich zwischen 1715 und 1720 nach Breslau, wo er u. a. Aufträge für Dr. Ernst Benjamin von Löwenstädt ausführte. Um 1729 trat er in die Dienste Kolowrats und arbeitete wie sein Vater bis an sein Lebensende für deren Glashütten im Adlergebirge. Daneben führte er vermutlich gelegentlich auch Arbeiten für andere Auftraggeber aus.
Es gibt Chinoiserien auf Meißner Porzellan, die Preisslers Signatur tragen, ohne dass Beziehungen zum Kurfürstentum Sachsen bzw. dem Kurfürsten August dem Starken nachgewiesen werden konnten.

## Werk
Preisslers Malerei auf Gläsern, Flaschen, Bechern und Krügen sowie Tafelgeschirr weist vielseitige Motive aus. Beliebt waren Wappen in Verbindung mit floralen Ornamenten. Auch allegorische Sujets waren üblich. Eine Vorliebe zeigte Preissler darüber hinaus für die Kunst Ostasiens, die in der ersten Hälfte des 18. Jahrhunderts ganz Europa erfasst hatte. Chinesische Figuren zwischen Blattwerk und asiatischen Ornamenten sowie Vogelmotive kommen auf den über 200 Objekten, die er im Auftrag des Grafen bemalte, häufig vor. Ignaz Preissler hat seine Werke signiert, was in der Barockzeit noch eher selten der Fall war.
Preissler-Glas findet sich in verschiedenen Museen wie dem Passauer Glasmuseum, dem J. Paul Getty Museum in Los Angeles, dem Birmingham Museum & Art Gallery und dem Cleveland Museum of Art. Im Muzeum Narodowe in Kielce befindet sich der Altaristenpokal, den Ignaz Preissler 1720 in Breslau schuf. Die Privatsammlung Rudolf von Strassers wurde 2002 im Kunsthistorischen Museum in Wien gezeigt. Nur noch sehr selten tauchen signierte Stücke von Preissler auf Auktionen auf.